# Turma da Mônica Geração 12
Turma da Mônica Geração 12 é uma revista relacionada a Turma da Mônica, em estilo mangá, que inaugurou o selo Mangá MSP.
Sua primeira edição (a de número zero) veio como brinde para quem fizesse alguma compra na estande da Panini, na Bienal do Livro 2019, realizada na cidade do Rio de Janeiro. 
A edição de número zero possui apenas 16 páginas, entretanto as edições regulares possuem 100 páginas, incluindo capa, 2° capa, 3° capa e contracapa, e com um valor inicial de R$14,90, em sua primeira edição (Número 1).
Em outubro, foi anunciado a volta da revista, uma segunda temporada, com 3 edições, pra dezembro.

## Sinopse
As histórias se passam em uma realidade alternativa, no Instituto Astro de Exploração Espacial, responsável por receber Mônica e seus amigos, que nas histórias eles tem 12 anos de idade, por isso o nome "Geração 12". No instituto eles vão aprender sobre plantas, luas, conhecer alienígenas e muito mais.

## Primeira Temporada
A primeira temporada da revista teve início em julho de 2019, cujo nome da edição é O Novo Tempo. A temporada teve 6 edições ao total, sendo a última, em julho de 2020, um ano depois da primeira edição.
Entre a temporada, o preço aumentou um real na edição 5, em maio de 2020, de R$14,90 a R$15,90.
Em Novembro do mesmo ano foi lançado o "Box Turma da Mônica - Geração 12", contendo as 6 edições da primeira temporada e um pôster exclusivo, somente garantido naquele Box. 
Cada edição houve 100 páginas, incluindo a capa, segunda capa, terceira capa e contracapa.

## Edições
| Edição de Número      | Título                           | Valor          | Mês      | Ano  | Referências |
| --------------------- | -------------------------------- | -------------- | -------- | ---- | ----------- |
| 0                     | Um Novo Tempo                    | Grátis (eBook) | Junho    | 2019 | [ 1 ]       |
| 1                     | Um Novo Tempo                    | R$14,90        | Julho    | 2019 | [ 2 ]       |
| 2                     | Desafios                         | R$14,90        | Agosto   | 2019 | [ 3 ]       |
| 3                     | Mistérios e Revelações           | R$14,90        | Novembro | 2019 |             |
| 4                     | O Encontro                       | R$14,90        | março    | 2020 |             |
| 5                     | Consequências                    | R$15,90        | Maio     | 2020 | [ 4 ]       |
| 6                     | Esperança                        | R$15,90        | Julho    | 2020 |             |
| 1º Temporada Completa | Box Turma da Mônica - Geração 12 | R$89,90        | Novembro | 2020 | [ 5 ]       |